# East Rochester (Nueva York)
East Rochester es un pueblo y villa ubicada en el condado de Monroe en el estado estadounidense de Nueva York. En el año 2000 tenía una población de 6,650 habitantes y una densidad poblacional de 1,901.9 personas por km².

## Geografía
East Rochester se encuentra ubicada en las coordenadas 43°06′44″N 77°29′13″O / 43.11222, -77.48694.

## Demografía
Según la Oficina del Censo en 2000 los ingresos medios por hogar en la localidad eran de $39,221, y los ingresos medios por familia eran $48,553. Los hombres tenían unos ingresos medios de $32,094 frente a los $26,953 para las mujeres. La renta per cápita para la localidad era de $18,875. Alrededor del 9.3% de la población estaban por debajo del umbral de pobreza.